# Cantone di Le Grand-Serre
Il Cantone di Le Grand-Serre era un cantone della Francia dell'arrondissement di Valence.
A seguito della riforma approvata con decreto del 20 febbraio 2014, che ha avuto attuazione dopo le elezioni dipartimentali del 2015, è stato soppresso.

## Composizione
Comprendeva i comuni di:
- Épinouze
- Le Grand-Serre
- Hauterives
- Lapeyrouse-Mornay
- Lens-Lestang
- Manthes
- Montrigaud
- Moras-en-Valloire
- Saint-Christophe-et-le-Laris
- Saint-Sorlin-en-Valloire
- Tersanne